# Szlovénia a 2023. évi téli universiadén
Szlovénia az Amerikai Egyesült Államokbeli Lake Placidban megrendezett 2023. évi téli universiade egyik részt vevő nemzete volt.

## Érmesek
| Érem  | Versenyző           | Sportág   | Versenyszám    |
| ----- | ------------------- | --------- | -------------- |
| Bronz | Tinkara Tanja Valcl | Snowboard | Női slopestyle |

## Sífutás
Versenyző adatai:
| Név         | Kor (2023. január 12. szerint) | Születési hely | Egyesület                        | Felsőoktatási tanintézet                       |
| Neža Žerjav | 1999. augusztus 9. (23 évesen) | Ljubljana      | Nordijsko društvo Rateče-Planica | University of Ljubljana (Ljubljana, Szlovénia) |

Női
| Versenyző   | Versenyszám       | Selejtező | Selejtező | Negyeddöntő | Negyeddöntő | Elődöntő | Elődöntő | Döntő   | Döntő    |
| Versenyző   | Versenyszám       | Idő       | Hely.     | Idő         | Hely.       | Idő      | Hely.    | Idő     | Helyezés |
| ----------- | ----------------- | --------- | --------- | ----------- | ----------- | -------- | -------- | ------- | -------- |
| Neža Žerjav | 5 km (klasszikus) |           |           |             |             |          |          | 15:12,0 | 40.      |
| Neža Žerjav | 5 km (szabad)     |           |           |             |             |          |          | 14:35,3 | 33.      |
| Neža Žerjav | 15 km             |           |           |             |             |          |          | 41:25,1 | 15.      |
| Neža Žerjav | Sprint            | 3:08,37   | 41.       | kiesett     | kiesett     | kiesett  | kiesett  | kiesett | 41.      |

## Snowboard
Versenyző adatai:
| Név                 | Kor (2023. január 12. szerint)  | Egyesület            | Felsőoktatási tanintézet                       |
| Tinkara Tanja Valcl | 2001. augusztus 26. (21 évesen) | Freestyle Klub Shred | University of Ljubljana (Ljubljana, Szlovénia) |

Akrobatika
Női
| Versenyző           | Versenyszám | Selejtező | Selejtező | Selejtező | Selejtező     | Selejtező | Döntő    | Döntő    | Döntő    | Döntő         | Helyezés |
| Versenyző           | Versenyszám | 1. futam  | 2. futam  | 3. futam  | Jobb eredmény | Hely.     | 1. futam | 2. futam | 3. futam | Jobb eredmény | Helyezés |
| ------------------- | ----------- | --------- | --------- | --------- | ------------- | --------- | -------- | -------- | -------- | ------------- | -------- |
| Tinkara Tanja Valcl | Big air     | 36,75     | 38,50     |           | 38,50         | 4.        | 43,00    | 20,25    | 67,00    | 110,00        | 4.       |
| Tinkara Tanja Valcl | Slopestyle  | 21,75     | 36,75     |           | 36,75         | 4.        | 52,25    | 27,25    |          | 52,25         |          |